# Valdemar Byskov
Valdemar Byskov, né le 25 janvier 2005 à Herning au Danemark, est un footballeur danois qui évolue au poste de milieu offensif au FC Midtjylland.

## Biographie

### En club
Né à Herning au Danemark, Valdemar Byskov est formé par le FC Midtjylland. Il se fait notamment remarquer lors de la saison 2019-2020 avec l'équipe des moins de 15 ans du club en étant l'un des joueurs majeurs de l'équipe dans un rôle de numéro 10 et en marquant quatorze buts en douze matchs lors de la première partie de saison. Il est récompensé en signant un premier contrat le 24 février 2020, pour être ensuite intégré à l'équipe des moins de 17 ans.
Le 26 janvier 2023, Byskov prolonge son contrat avec le FC Mydtjylland, étant désormais lié au club jusqu'en décembre 2027.
Il remporte son premier titre en étant sacré Champion du Danemark en 2023-2024.

### En sélection
De 2021 à 2022, Valdemar Byskov représente l'équipe du Danemark des moins de 17 ans, jouant au total quinze matchs avec cette sélection et marquant deux buts. Il participe avec cette équipe au championnat d’Europe des moins de 17 ans en 2022. Lors de cette compétition organisée en Israël, il joue quatre matchs. Il délivre une passe décisive en phase de groupe contre le Portugal. Son équipe s'incline en quart de finale contre la Serbie.
Avec les moins de 19 ans, il se met en évidence lors des éliminatoires de l'Euro, en inscrivant un doublé contre l’Estonie en novembre 2023, puis un autre doublé, contre la Serbie, en mars 2024.

## Palmarès
FC Midtjylland
- Championnat du Danemark (1) :
  - Champion : 2023-2024.